# Wagna
Wagna est une commune autrichienne du district de Leibnitz en Styrie, située à la confluence des rivières Sulm et Mur près de Leibnitz. Ses origines remontent à sa fondation par l'empereur romain Vespasien en 70, sous le nom de la colonie de Flavia Solva, mais le site est peut-être occupé dès la période celtique du Hallstatt. 
La ville est connue pour ses camps d'internement de populations italiennes y furent créés lors de la Première Guerre mondiale et des camps d'emprisonnement et de travail lors de la seconde. Ces mêmes camps furent utilisés à la fin des conflits pour l'accueil des réfugiés austro-hongrois en 1919 et allemands en 1940 puis en 1945.

## Géographie
La ville est située au confluent de la Sulm et de la Mur à deux kilomètres au sud de Leibnitz et à environ 6 km de la ville de Spielfeld marquant la frontière autrichien d'avec la Slovénie et la ville de Sentilj. Le centre-ville de Graz se trouve à 36 km au Nord de celui de Wagna ; celui de Wien à 172 kmau Nord-Ouest-Nord ; celui de Maribor à 24 km au Sud.

## Histoire

### Période romaine
Située au point de franchissement de deux rivières, des mentions font état d'un pont sur le site dès le IXe siècle av. J.-C. Au Ier siècle av. J.-C., la zone est habitée par des populations  celtes, avant que l'empereur romain flavien Vespasien n'y fonde en 70 l'une des onze colonies romaines de l'actuelle Autriche, sous le nom de Flavia Solva. Cette colonie devient alors la capitale romaine de la future Styrie. Alentour sont exploitées des carrières de pierres. Vers 170, la ville est détruite durant les guerres contre les Marcomans, reconstruite, puis de nouveau détruite au Ve siècle.

### Du Moyen Âge auXIXesiècle
Un bourg réapparaît officiellement sur des documents au XIIIe siècle, sous le nom de Wagnach (signifiant « franchissement de rivière »). En 1532, il voit le passage des armées du sultan Soliman le Magnifique, qui le pillent, ainsi que le bourg voisin de Leibnitz, tuant ou emmenant en esclavage leurs habitants[réf. nécessaire]. En conséquence, une citadelle est bâtie XVIe siècle sur le site de Wagna. Des habitations s'implantent ensuite petit à petit autour.
En 1822, le village compte environ 200 habitants.

### Première Guerre mondiale
Durant la Première Guerre mondiale, à Wagna est établi un camp de réfugiés civils (Flüchtlingslager) venant de Galicie dans le Sud de la Pologne qui compte jusqu'à 15 000 personnes en janvier 1915 pour une population locale de moins de 300 habitants. Avec l'avancée des troupes austro-hongroises au nord, les réfugiés polonais retournent dans leurs villages. Cependant, l'entrée en guerre de l'Italie le 23 mai 1915 entraîne l'internement ou la fuite des ressortissants italiens des régions du Frioul, faisant alors partie de l'Empire austro-hongrois. Le camp reçoit une deuxième vague massive de réfugiés fuyant les combats des batailles de l'Isonzo en provenance principalement de la province de Gorizia et plus particulièrement des villes de Ronchi dei Legionari, Sagrado et Monfalcone,, mais aussi des Slovènes de la région de la Carniole. Leur nombre atteint au maximum 21 286 personnes en novembre 1915 vivant dans 120 baraquements (dont dix-huit alloués à un hôpital géré par vingt-trois médecins) en bois dispersés sur 125 ha au sein de ce qui fut appelé « la città di legno » (la ville en bois). Les conditions sanitaires entrainèrent la mort de près de 3 000 personnes à cause des épidémies de choléra, typhus, et fièvre typhoïde qui sévirent dans les camps ; le cimetière italien date de cette période.

### Seconde Guerre mondiale

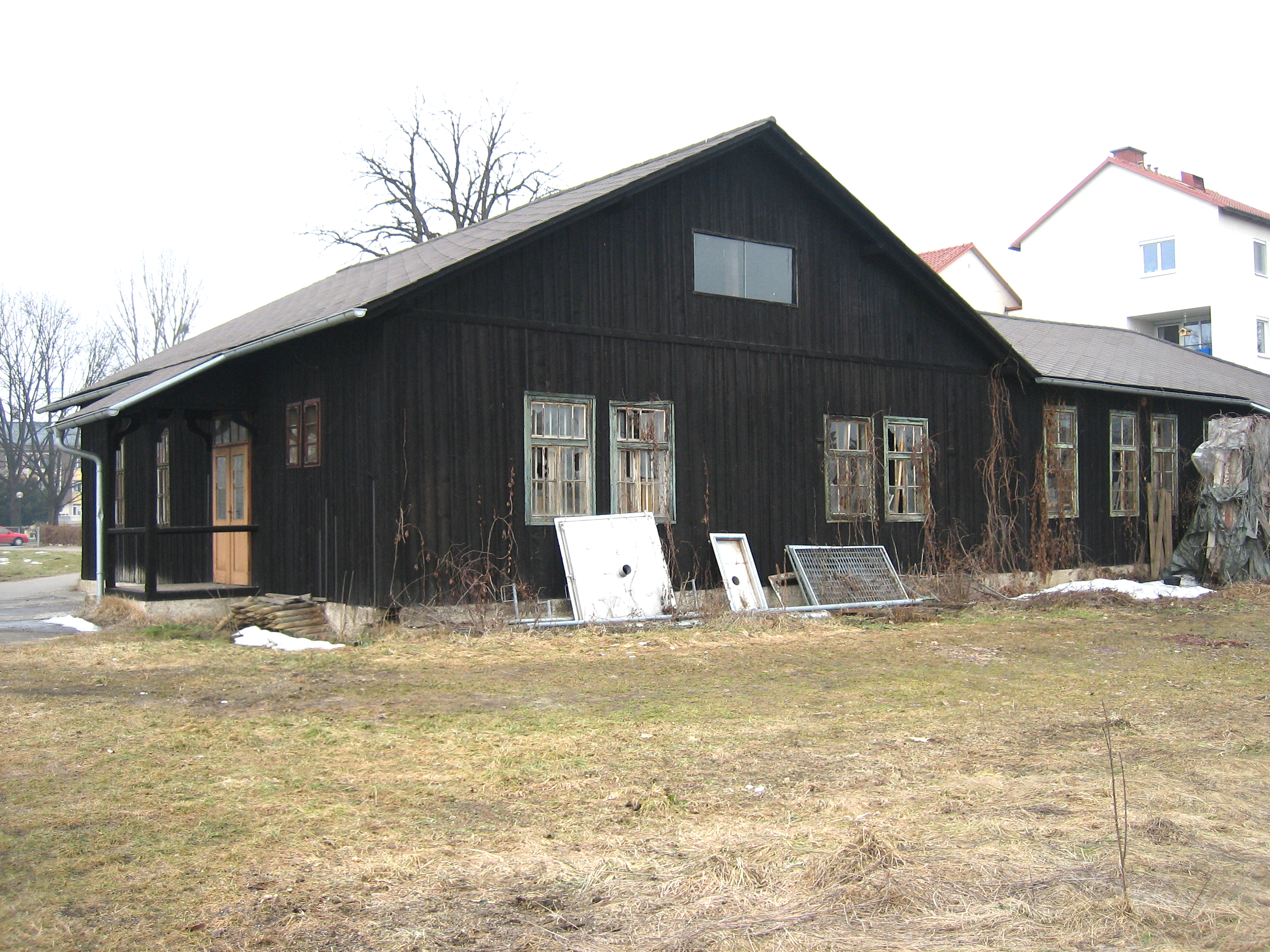
Les baraquements des camps de réfugiés durant la Seconde Guerre mondiale.

En 1939, les autorités allemandes ordonnent la construction d'un site de transit et d'accueil des Allemands de Bessarabie en provenance de Russie et de la région de Dobroudja en Roumanie. À partir de janvier 1943, les grottes datant de la période romaine sont utilisées pour la construction et l'essai de matériels militaires (chars et moteurs d'avions). En février 1943, le camp de transit est transformé en  camp de concentration, à Aflenz (Oflag XVIIIA), annexe de celui de Mauthausen, pour fournir la main-d'œuvre aux usines d'armement. Il a accueilli 6 097 prisonniers de guerre français (dont 1 000 officiers), 2 834 Anglais et 2 641 Russes,  ainsi que des travailleurs en provenance de Russie, de Pologne et d'Europe de l'Est. En un an, plus de 600 prisonniers y décèderont.

### Période contemporaine
Après le conflit, les casernes et les camps sont administrés par les Russes puis les Anglais et sont utilisés pour l'accueil des groupes ethniques allemands expulsés de Yougoslavie (en particulier de Slavonie) et d'Europe du Sud-Est,. Au 1er janvier 1952, les petites communes d'Aflenz, Hasendorf et Leitring fusionnent en une seule entité administrative avec Wagna. Le camp de Wagna est définitivement fermé le 30 avril 1963, soit l'un des derniers subsistant de la Seconde Guerre mondiale.

## Démographie

### Données générales
La population totale de Wagna en 2006 est de 5 155 personnes dont 2 490 hommes (48,3 % de la population totale) et 2 665 femmes (51,7 % de la population totale). La population de nationalité autrichienne est de 4 777 personnes pour 378 personnes étrangères en provenance à près de 94 % d'Europe, principalement de l'Union européenne et de l'ex-Yougoslavie.
En 2015, la population des différents lieux-dits de Wagna est répartie selon :
- Aflenz an der Sulm 197 habitants
- Hasendorf an der Mur 246 habitants
- Leitring 2 763 habitants
- Wagna 2 287 habitants

### Évolution démographique
| 1822 | 1914 | 1915           | 1916           | 2001  | 2006  | 2009  | 2015  | 2017  |
| ---- | ---- | -------------- | -------------- | ----- | ----- | ----- | ----- | ----- |
| 200  | 292  | plus de 15 000 | plus de 22 000 | 5 102 | 5 155 | 5 223 | 5 493 | 5 830 |

### Pyramide des âges
| Hommes | Classe d’âge | Femmes |
| ------ | ------------ | ------ |
| 9      | avant 1916   | 14     |
| 12     | 1917-1921    | 36     |
| 32     | 1922-1926    | 90     |
| 67     | 1927-1931    | 97     |
| 72     | 1932-1936    | 113    |
| 139    | 1937-1941    | 142    |
| 116    | 1942-1946    | 142    |
| 169    | 1947-1951    | 146    |
| 138    | 1952-1956    | 178    |
| 206    | 1957-1961    | 211    |
| 276    | 1962-1966    | 221    |
| 240    | 1967-1971    | 241    |
| 174    | 1972-1976    | 186    |
| 134    | 1977-1981    | 150    |
| 161    | 1982–1986    | 137    |
| 147    | 1987-1991    | 178    |
| 158    | 1992-1996    | 130    |
| 120    | 1997-2001    | 129    |
| 120    | 2002-2006    | 124    |

| Hommes | Classe d’âge | Femmes |
| ------ | ------------ | ------ |
| 13,3   | > 65 ans     | 18,5   |
| 70,7   | 15-64 ans    | 67,2   |
| 16,0   | 0-14 ans     | 14,4   |

## Administration

### Liste des maires de la commune
| Période                                  | Période          | Identité       | Étiquette | Qualité |
| ---------------------------------------- | ---------------- | -------------- | --------- | ------- |
| 2010                                     | 30 décembre 2014 | Peter Sunko    | SPÖ       |         |
| 22 mars 2015                             | 2020             | Peter Stradner | SPÖ       |         |
| Les données manquantes sont à compléter. |                  |                |           |         |

### Lieux-dits
La commune est née au 1er janvier 1952 du regroupement des villages autour de Wagna en une seule unité administrative sous la tutelle de cette dernière. Les lieux-dits de la commune sont :
- Aflenz an der Sulm, s'étendant sur 233,78 ha
- Hasendorf an der Mur, s'étendant sur 253,31 ha
- Leitring, s'étendant sur 396,61 ha
- Wagna, s'étendant sur 417,5 ha

### Jumelages
- Ronchi dei Legionari (depuis 1969)
- Metlika (depuis 1969)

## Culture
- Le château de Retzhof[9].
- La villa romaine de Flavia Solva[9].
- L'église Christus der Auferstandene (« Christ ressuscité ») construite en 1963-1964 en béton (clocher datant de 1969) sur les plans de l'architecte Friedrich Moser[9].
- Deux chapelles, dont celle dédiée à Maria Osterwitz[9].
- Le collège agricole et forestier de Saint-Martin[9].
- Le moulin de Wagna construit par la famille Polheim en 1562[9].
- Le cimetière italien de Wagna.

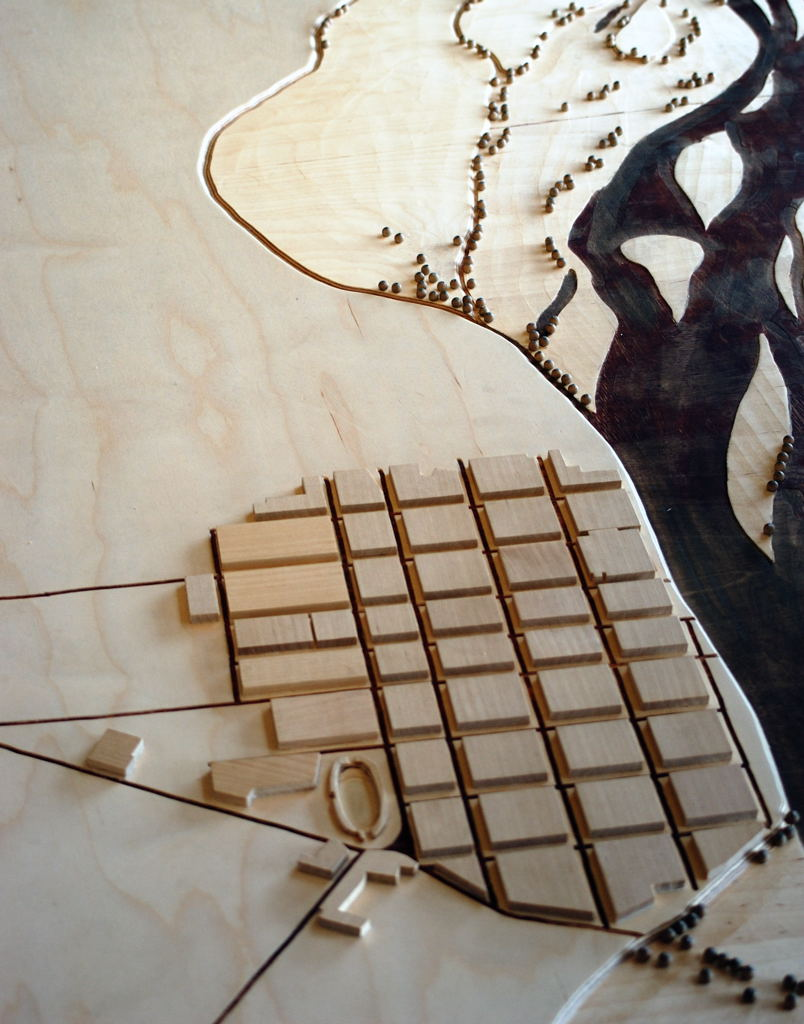
Plan de Flavia Solva, la colonie romaine fondée en 70
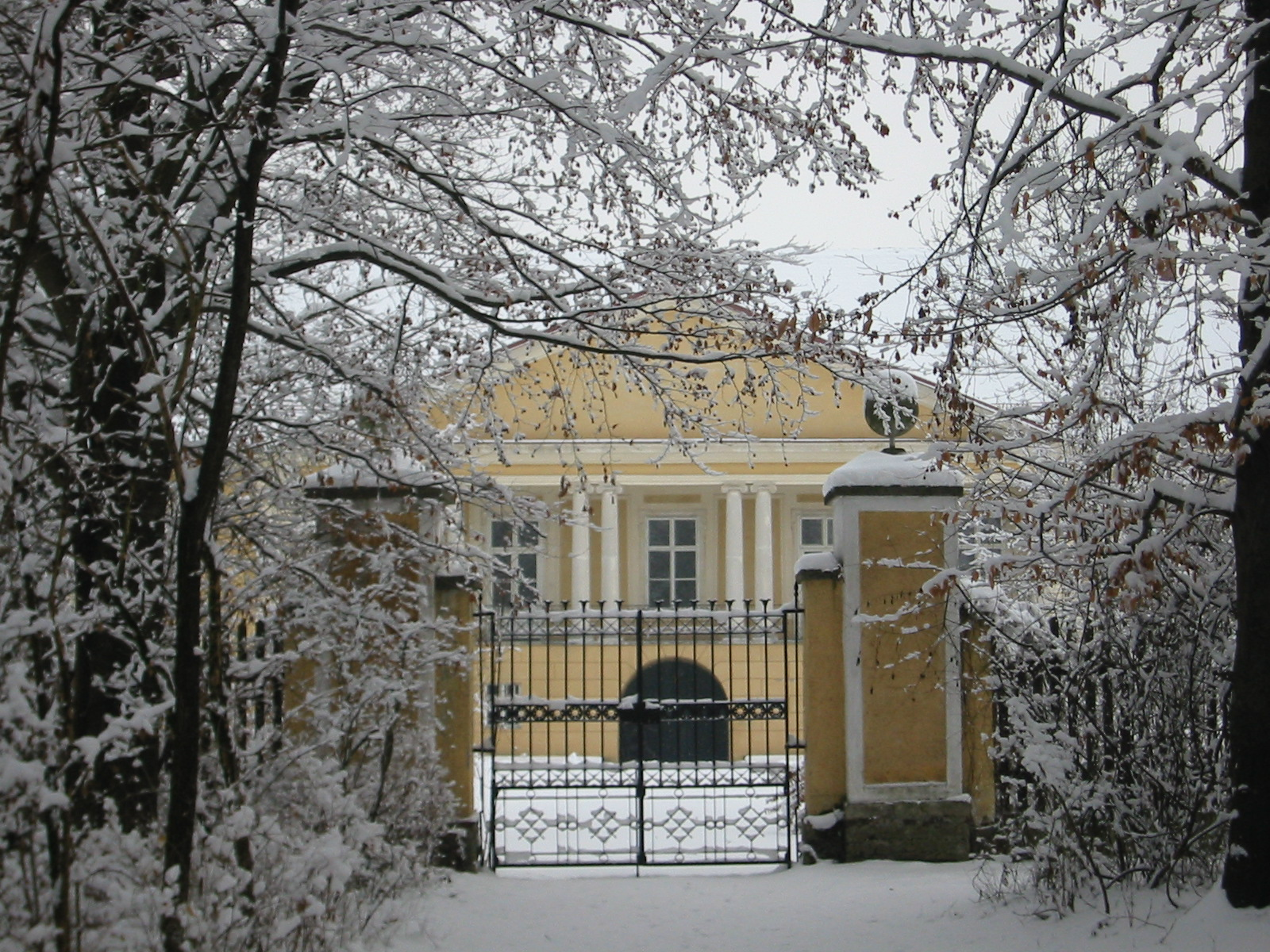
Le château de Retzhof
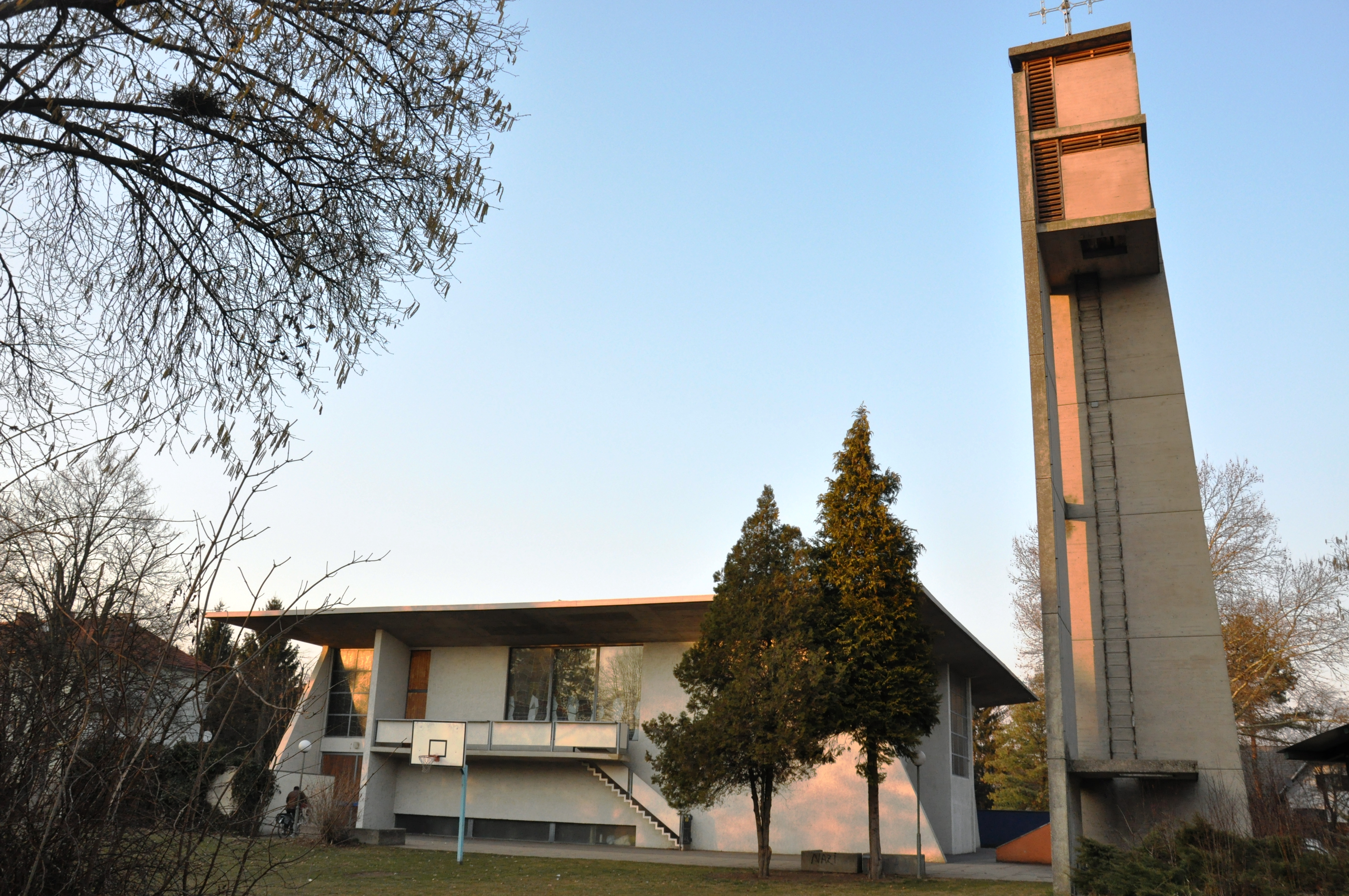
L'église Christus der Auferstandene
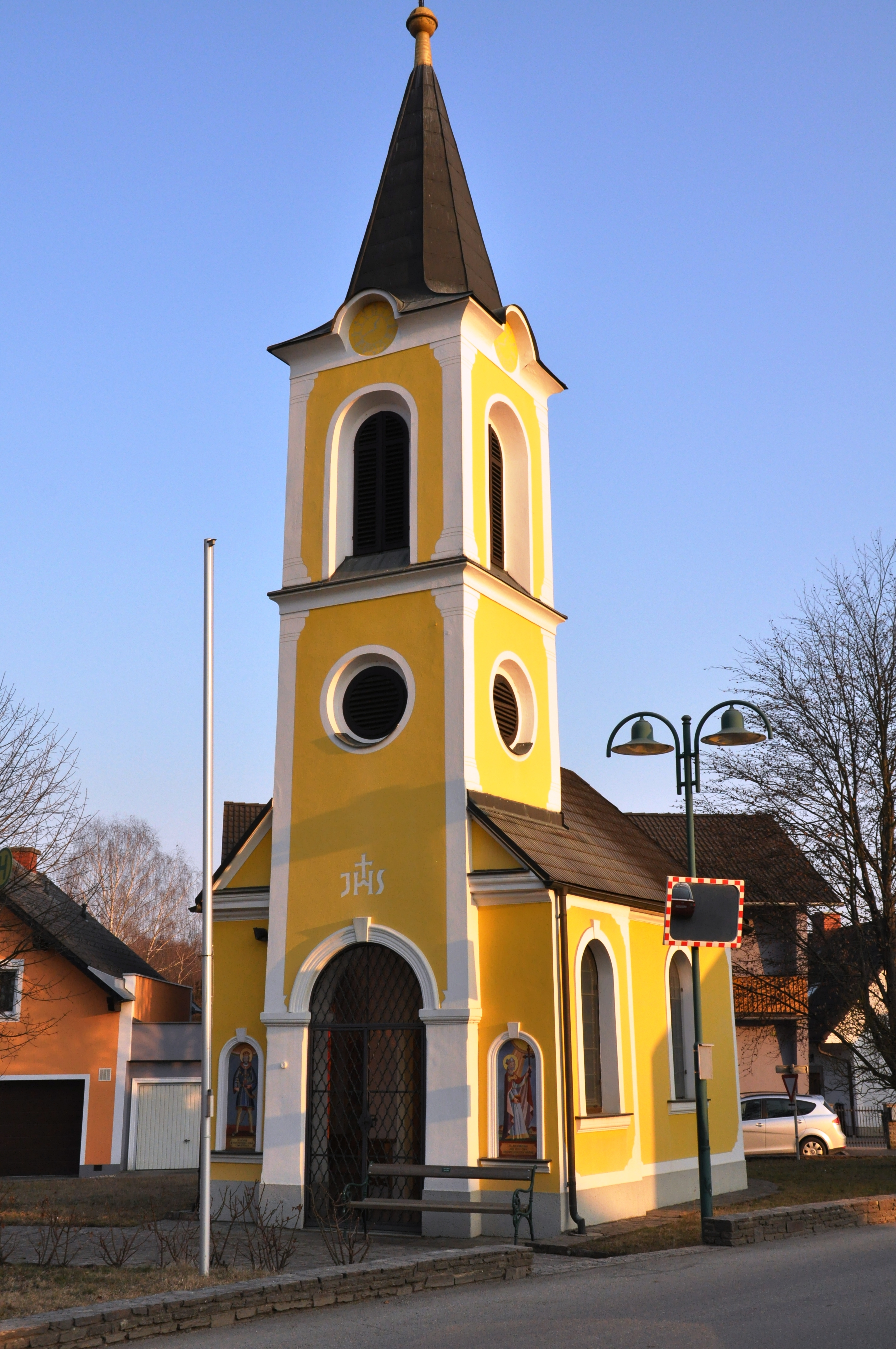
Une chapelle locale
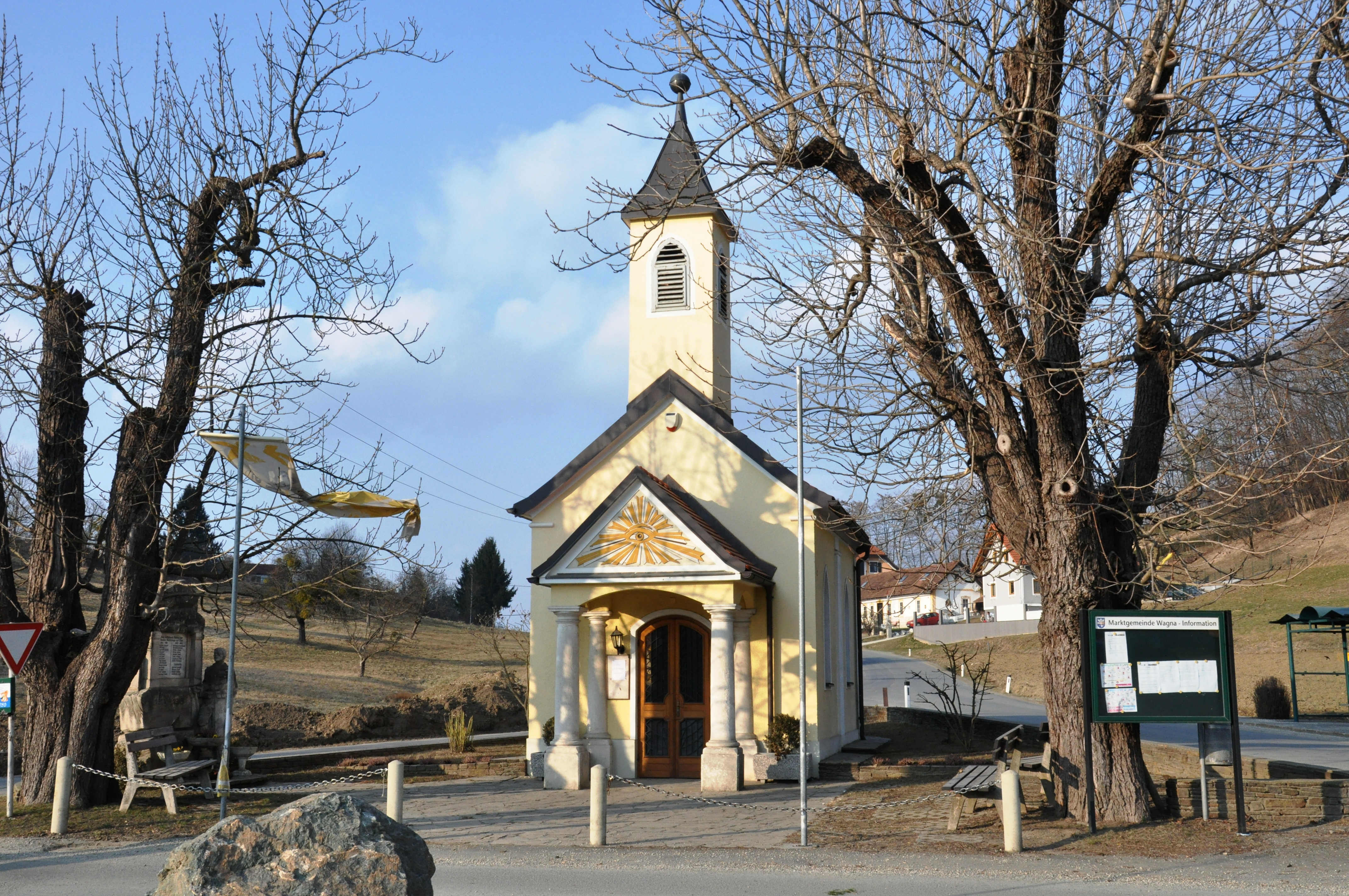
La chapelle Maria Osterwitz

## Personnalités liées à la commune
- Dieter Elsneg (1990-), joueur de football
- Rupert Marko (1963-), joueur de football